# Sakanoue no Tamuramaro
 (novembre 2019).
Si vous disposez d'ouvrages ou d'articles de référence ou si vous connaissez des sites web de qualité traitant du thème abordé ici, merci de compléter l'article en donnant les références utiles à sa vérifiabilité et en les liant à la section « Notes et références ».
Sakanoue no Tamuramaro (坂上田村麻呂, 758-811) est un général et un shogun du début de l'époque de Heian de l'histoire du Japon.

## Biographie
Il était le fils de Sakanoue no Karitamaro. Sa famille disait également descendre du prince Achi no Omi et des empereurs Han de Chine.
Au service de l'empereur Kammu, il commence sa carrière militaire en tant que lieutenant d'Ōtomo no Otomaro, puis reçoit en 791 la mission de conquérir les Emishi, un peuple aborigène du nord de Honshū. En récompense de ses victoires, il reçoit en 797 le titre de sei-i-taishōgun. Des découvertes récentes montrent qu'une migration des Emishi a eu lieu du nord de Honshū vers Hokkaidō entre le VIIe et le VIIIe siècle, et est peut-être le résultat direct de cette politique de conquête. Cependant, de nombreux Emishi restent dans la région de Tōhoku en tant que sujets de l'empire, et établissent plus tard des domaines Fushu indépendants.
Il fait bâtir les châteaux d'Isawa et de Shiba.
Après la mort de Kammu, Tamuramaro continue de servir sous les empereurs Heizei et Saga en tant que daiganon et hyōbukyō (ministre de la Guerre).
Il fait bâtir, avec son épouse Takako, en 778 le Kiyomizu-dera, l'un des principaux temples de Kyoto. Une statue à son effigie, datant peut-être de 1633, y est conservée.
Après sa mort en 811, Tamuramaro est enterré dans le Shōgun-zuka, juste à l'est de Kyoto. Selon une légende, sa tombe fait du bruit chaque fois que le Japon est en danger.

## Festivals
Les festivals et parades Tanabata de la préfecture d'Aomori (également célébrés à Sendai dans la préfecture de Miyagi), qui attirent chaque année trois millions de personnes dans la préfecture, sont tenus en mémoire de la conquête des territoires des natifs par Sakanoue no Tamuramaro. Ces festivals sont appelés « festival Nebuta » dans la ville d'Aomori et « festival Neputa » (ねぷた祭り, Neputa matsuri) dans celle de Hirosaki. Jusqu'au milieu des années 1990, le prix gagné pour la meilleure flotte des parades s'appelait le « prix Tamuramaro ». Cependant, il n'existe aucune preuve historique qu'il soit allé plus loin au nord que la préfecture d'Iwate.

## Afrocentrisme
Alors que les savants japonais s'accordent sur les possibles origines non-japonaises (coréennes, chinoises ou aïnou) de Tamuramaro, certains afrocentristes reprennent l'affirmation de W. E. B. Du Bois, dans son livre, The Negro (1915), selon laquelle Tamuramaro comptait parmi les afro-descendants qui s’étaient distingués dans l'histoire mondiale, par exemple : G. Woodson  et Charles Harris Wesley, dans The Negro in Our History (1946), Beatrice Fleming et Marion J. Pryde, Distinguished Negroes Abroad (1946), J. A. Rogers, dans son livre World's Greatest Men of Color (1946), plus récemment Cheikh Anta Diop, The African Origin of Civilization: Myth or Reality (1974),.
Cela remonte sans doute à la citation de l'anthropologue canadien Alexander Francis Chamberlain (1865-1914) qui affirmait que le fameux général Sakanoue Tamuramaro était un nègre.
Aucune preuve ne peut être apportée pour étayer cette hypothèse, qui a pu obtenir un certain succès car elle donnait une image positive voire glorieuse de l'Afrique dans l'histoire du monde.